# Erannis
Erannis är ett släkte av fjärilar som beskrevs av Jacob Hübner 1825. Erannis ingår i familjen mätare.

## Bildgalleri

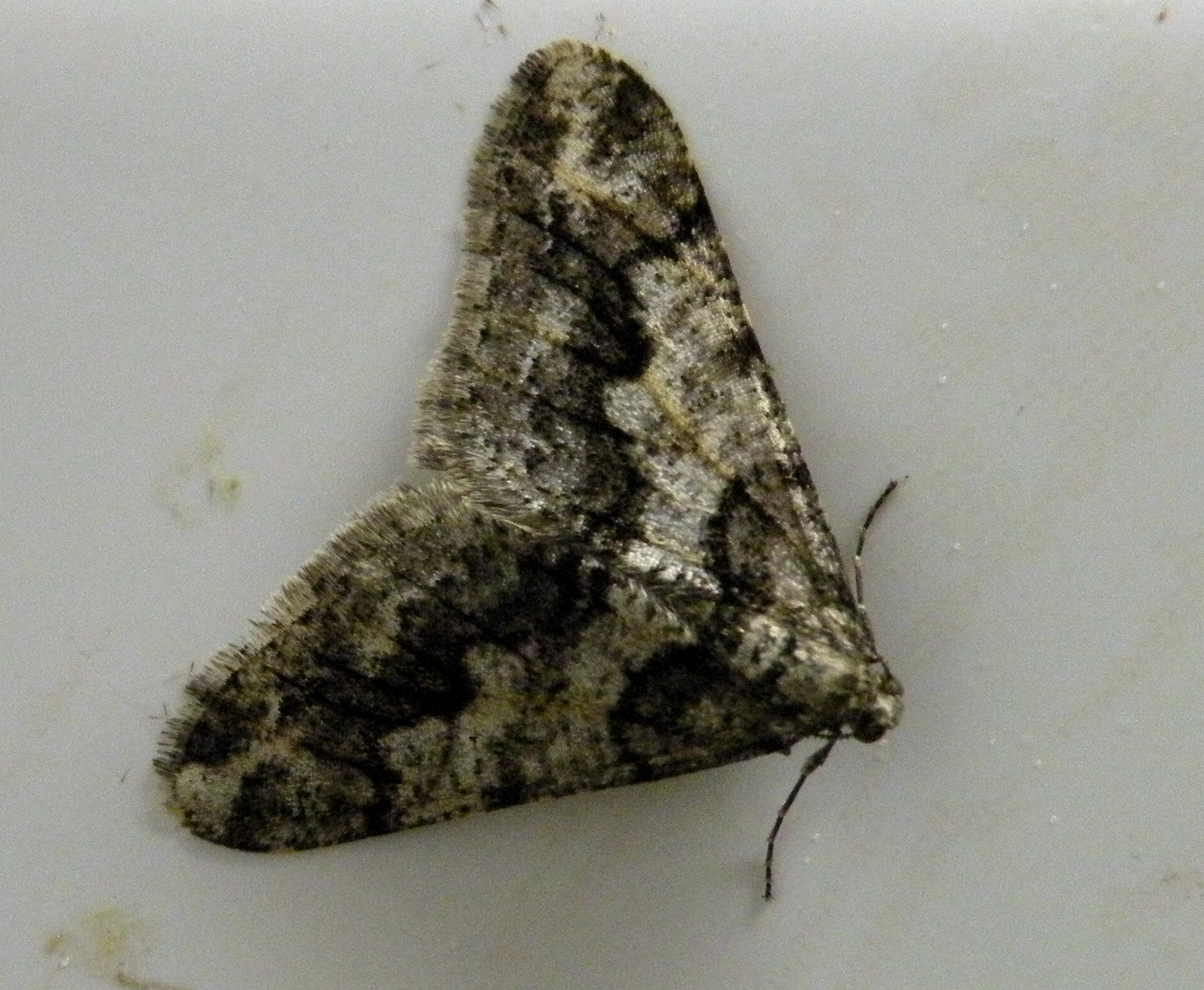
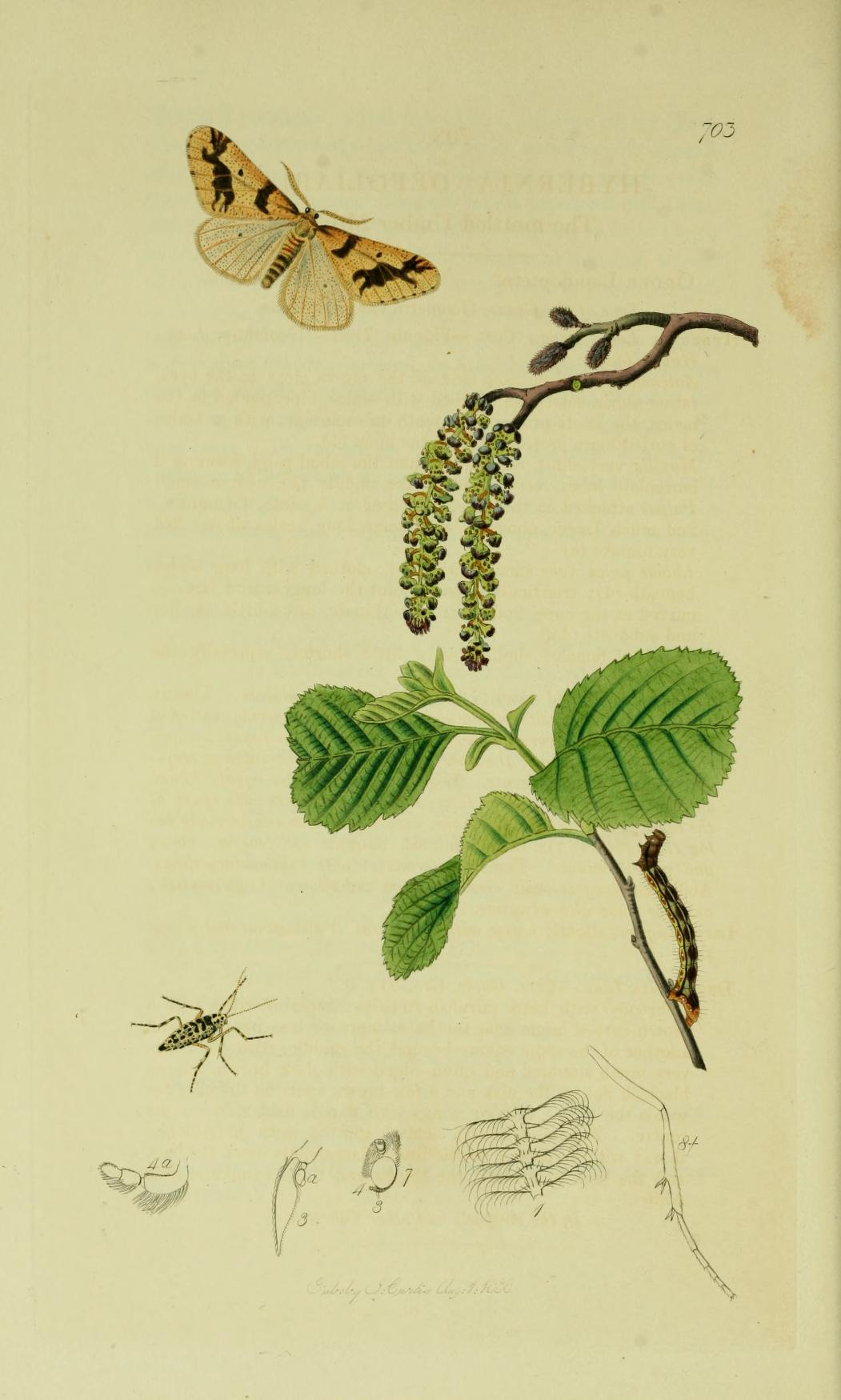
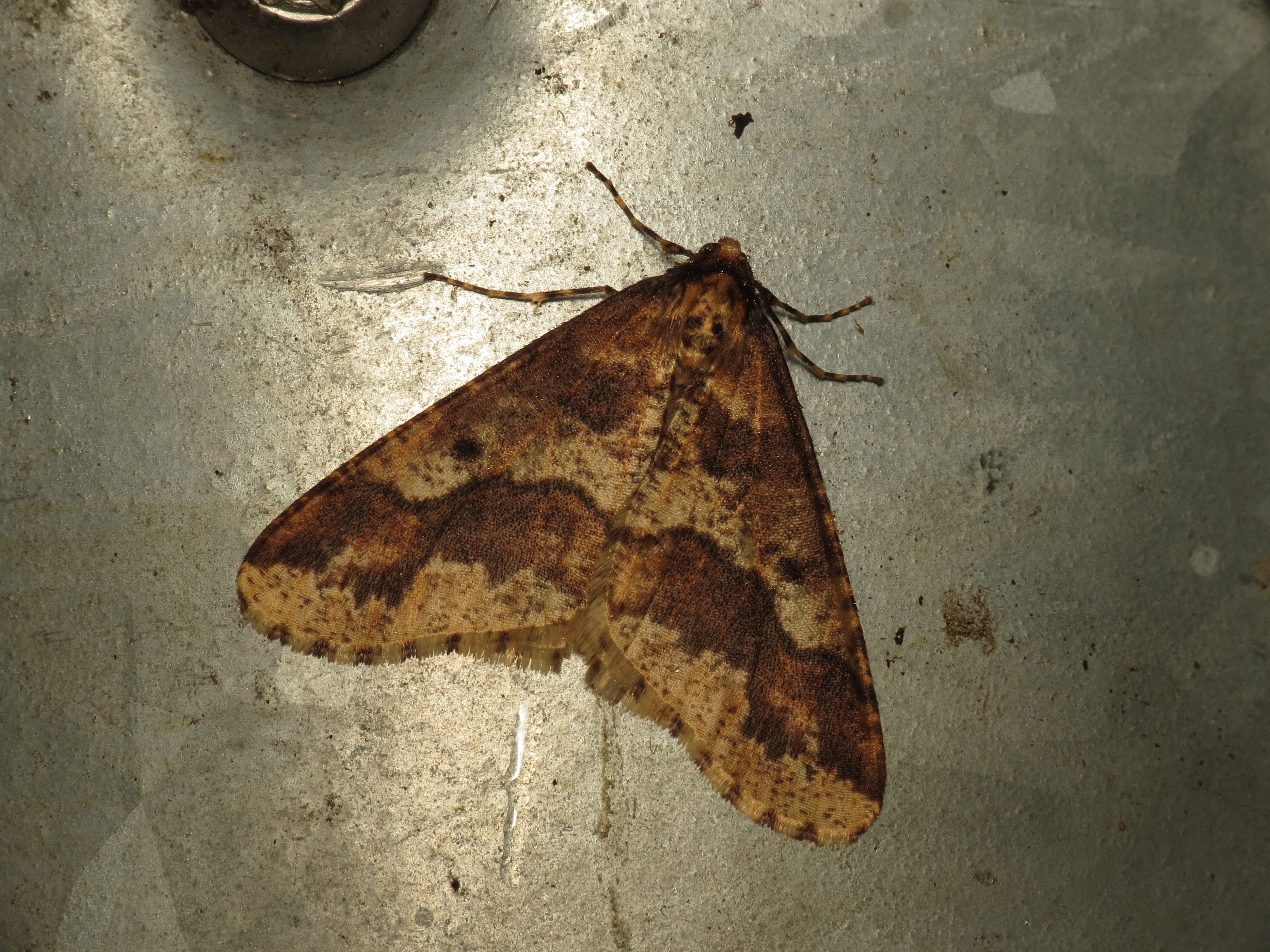
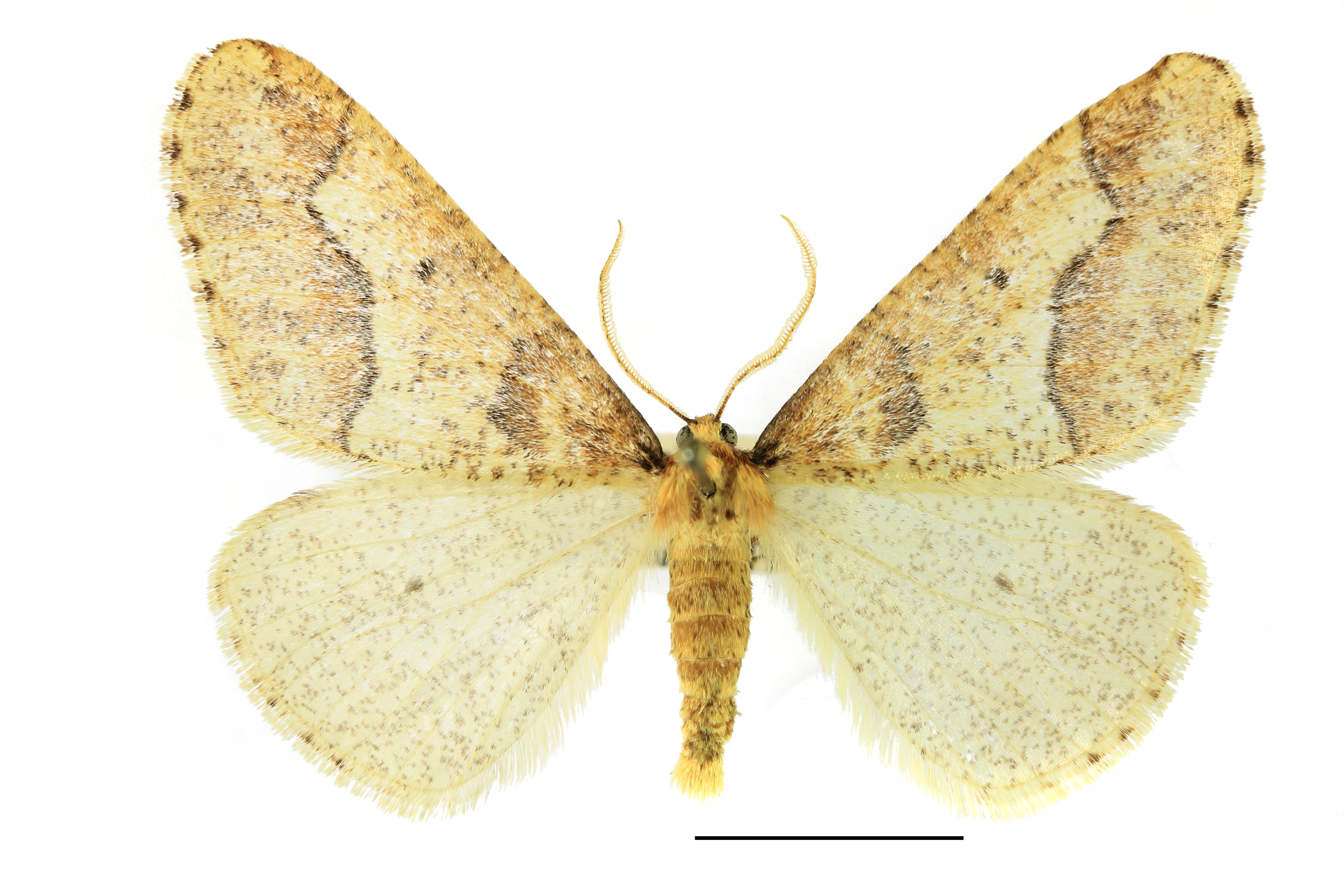
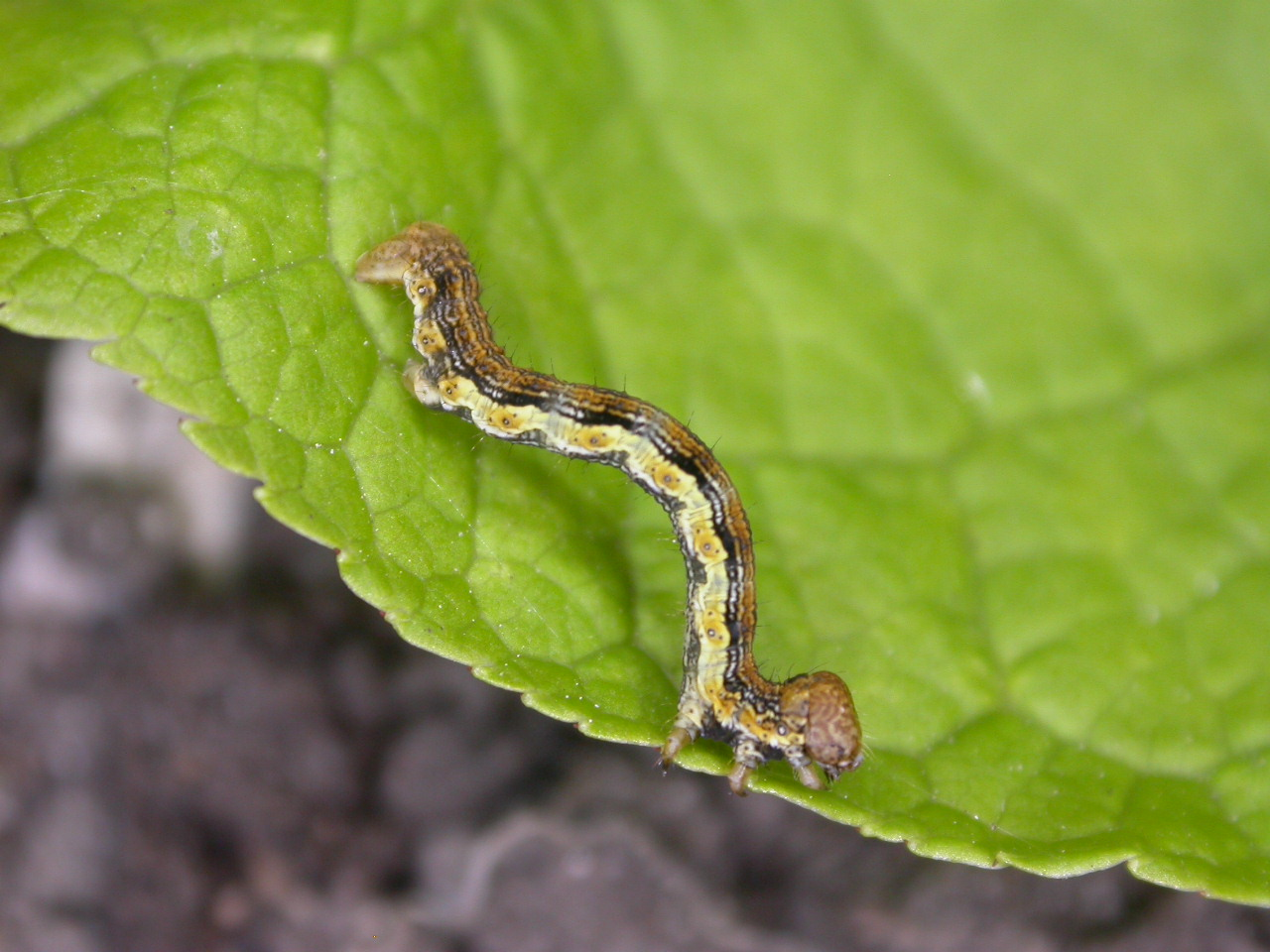
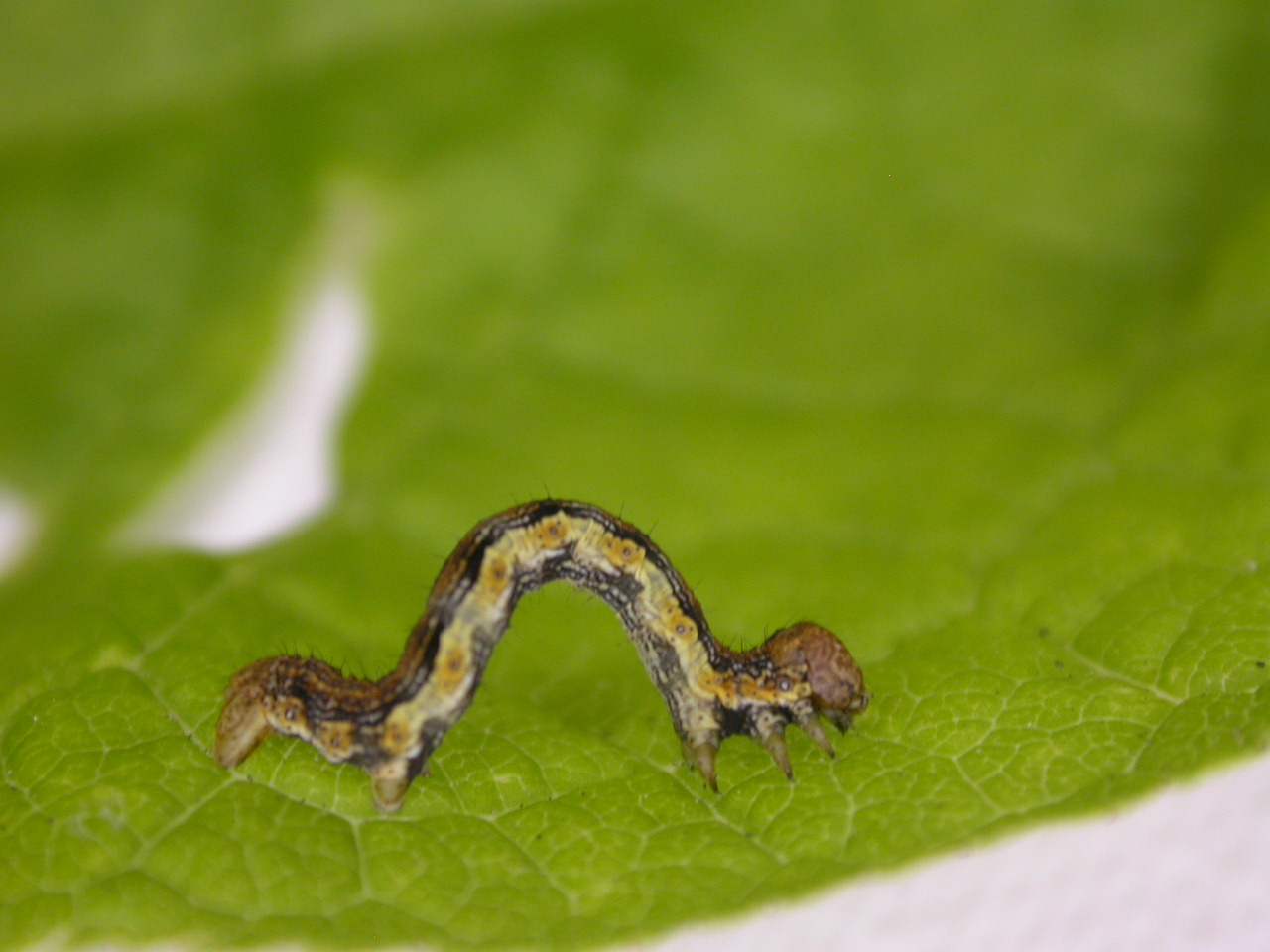

## Dottertaxa tillErannis, i alfabetisk ordning[1][2]
- Erannis aerugaria
- Erannis aescularia
- Erannis albescens
- Erannis alvindata
- Erannis ankeraria
- Erannis approximata
- Erannis aurantiaria
- Erannis bajaria
- Erannis bela
- Erannis bellaria
- Erannis bervaensis
- Erannis beschkovi
- Erannis bicolor
- Erannis bisrigaria
- Erannis bistriata
- Erannis bistrigaria
- Erannis brumaria
- Erannis brumata-major
- Erannis brunneata
- Erannis brunneo-albata
- Erannis brunneomarmorata
- Erannis brunneostrigata
- Erannis brunnescens
- Erannis calidaria
- Erannis capreolaria
- Erannis coggii
- Erannis coloradata
- Erannis compressaria
- Erannis confluaria
- Erannis confusaria
- Erannis connectaria
- Erannis contrasta
- Erannis crassestrigata
- Erannis curvilineata
- Erannis declinans
- Erannis defoliaria
- Erannis demacularia
- Erannis denigraria
- Erannis depuncta
- Erannis desparsata
- Erannis destrigaria
- Erannis destrigata
- Erannis deumbrata
- Erannis dira
- Erannis discolor
- Erannis diversaria
- Erannis ebenica
- Erannis ectroma
- Erannis effusa
- Erannis ellipsaria
- Erannis erectaria
- Erannis eutaeniaria
- Erannis fasciaria
- Erannis fasciata
- Erannis fisca
- Erannis flavescens
- Erannis fumipennaria
- Erannis fumosa
- Erannis funebraria
- Erannis fuscata
- Erannis fuscomarmorata
- Erannis fuscosignata
- Erannis gigantea
- Erannis golda
- Erannis griscescens
- Erannis grisea
- Erannis grisearia
- Erannis holmgreni
- Erannis incompletaria
- Erannis infumata
- Erannis intermedia
- Erannis invariabilis
- Erannis jacobsoni
- Erannis kempnyaria
- Erannis lariciaria
- Erannis legrasi
- Erannis lesaunieri
- Erannis leucophaearia
- Erannis ligustriaria
- Erannis luctuaria
- Erannis luxuriaria
- Erannis mallearia
- Erannis marginaria
- Erannis marginemaculata
- Erannis margineobscuraria
- Erannis marmoraria
- Erannis marmorinaria
- Erannis medio-obscuraria
- Erannis merularia
- Erannis naufocki
- Erannis nervosa
- Erannis nigra
- Erannis nigricaria
- Erannis nigrilinearia
- Erannis nigrofasciaria
- Erannis nigrofasciata
- Erannis obscura
- Erannis obscurata
- Erannis obscurata-fasciata
- Erannis obsoleta
- Erannis occataria
- Erannis oenipontaria
- Erannis onytaria
- Erannis pallida
- Erannis pallidalinea
- Erannis pallidaria
- Erannis pallidata
- Erannis polli
- Erannis postgrisescens
- Erannis postnigriscens
- Erannis praeclara
- Erannis progemmaria
- Erannis progressiva
- Erannis prosapiaria
- Erannis pseudobicolor
- Erannis pulveraria
- Erannis punctata
- Erannis quadristrigaria
- Erannis radiata
- Erannis rara
- Erannis reductaria
- Erannis rufipennaria
- Erannis rufomarmorata
- Erannis salicaria
- Erannis seminigra
- Erannis seminigraria
- Erannis sericearia
- Erannis sichotenaria
- Erannis signata
- Erannis sorditaria
- Erannis subalpinaria
- Erannis subfasciata
- Erannis subrufaria
- Erannis suffusa
- Erannis syriaca
- Erannis tangens
- Erannis tauriphila
- Erannis teriolensis
- Erannis testacea
- Erannis testacearia
- Erannis tiliaria
- Erannis transbaikalica
- Erannis transitoria
- Erannis trifasciata
- Erannis trilinearia
- Erannis tristrigaria
- Erannis tristrigata
- Erannis umbraria
- Erannis unicolor
- Erannis uniformata
- Erannis uniformata-obsoleta
- Erannis unistrigaria
- Erannis unistrigata
- Erannis vancouverensis
- Erannis variegata
- Erannis weileri
- Erannis venosaria
- Erannis viduaria
- Erannis zehrounensis